# Raffa György
Raffa György (Vác, 1938. május 16. –) magyar válogatott jégkorongozó, olimpikon.

## Karrier
1953-ban kezdett játszani a Ferencváros ifi csapatában. 1955-ben mutatkozott be először a felnőttek között, és egészen 1971-es visszavonulásáig a Fradi hű játékosa maradt. Ez idő alatt összesen négyszer nyerte el a magyar bajnoki címet. A magyar válogatott többszörös tagjaként az 1964-es innsbrucki téli olimpián is részt vett. Játékospályafutása után az FTC-ben utánpótlásedzőként tevékenykedett.